# Berlin-Adlershof
Berlin-Adlershof [ˈaːdlɐsˌhoːf]  est un quartier de Berlin situé dans l'arrondissement de Treptow-Köpenick. 
Le quartier a été incorporé à Berlin le 1er octobre 1920 lors de la réforme territoriale du grand Berlin. Entre 1920 et 2001, il faisait partie du district de Treptow. Au cours de la guerre froide, il est intégré à Berlin-Est.

## Description
La partie plus ancienne de la ville se trouve dans la partie nord-est de la ville. Au-delà du S-Bahn et de l'Adlergestell se trouve la partie sud-ouest dudit quartier où se trouve le pôle technologique (WISTA). La municipalité faisant tout pour que le nom d'Aldershof soit associé au pôle technologique plus à l'ancien centre. La partie nord-ouest, à l'emplacement de l'ancien aéroport de Johannisthal, est actuellement le lieu de projet de logements en complément du pôle WISTA.

## Population
Le quartier comptait 17 350 habitants le 1er janvier 2017 selon le registre des déclarations domiciliaires, c'est-à-dire 2 840 hab./km2.